# Brown Deer

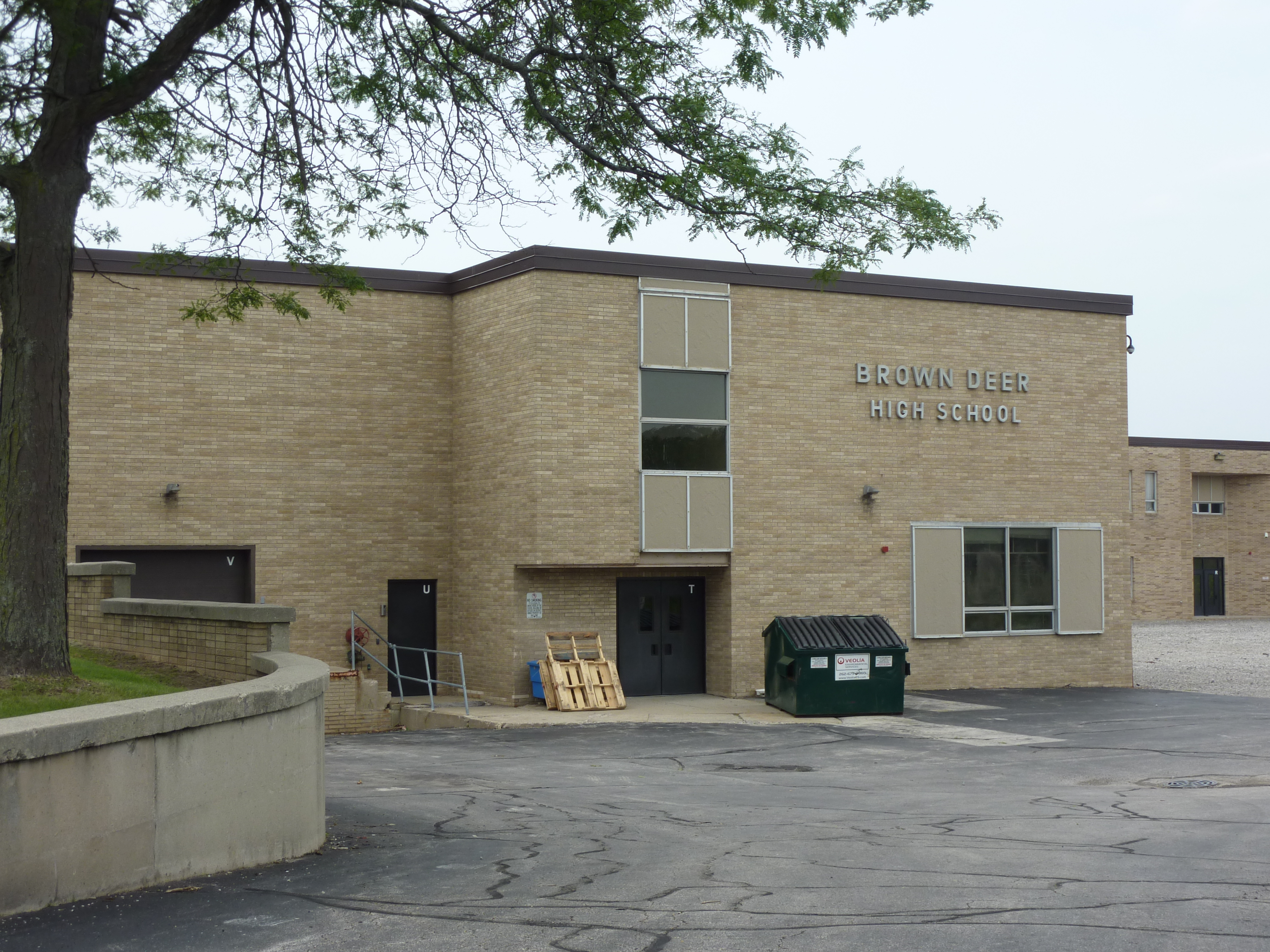
Brown Deer High School in Wisconsin

Brown Deer is een plaats (village) in de Amerikaanse staat Wisconsin, en valt bestuurlijk gezien onder Milwaukee County.

## Demografie
Bij de volkstelling in 2000 werd het aantal inwoners vastgesteld op 12.170. In 2006 is het aantal inwoners door het United States Census Bureau geschat op 11.586, een daling van 584 (-4,8%).

## Geografie
Volgens het United States Census Bureau beslaat de plaats een oppervlakte van 11,4 km², geheel bestaande uit land.

## Plaatsen in de nabije omgeving
De onderstaande figuur toont nabijgelegen plaatsen in een straal van 8 km rond Brown Deer.
In Brown Deer is de Brown Deer Park Golf Course, waar van 1994-2006 het US Bank Championship in Milwaukee werd gespeeld.